# Anguidae
Anguidae је породица гуштера која је добила назив по роду Anguis коме припада и слепић (Anguis fragilis). 
У кожи ових гуштера, испод крљушти се налазе ситне коштане плоче. Крљушти трупа и репа су доста међусобно сличне, како на леђима, тако и на трбуху, по чему се разликују од змија, али и од многих других гуштера. Језик је кратак и на врху урезан. Имају слободне, непровидне очне капке. Вилице не могу да се размичу као што могу код змија. Код многих врста екстремитети су закржљали. Пресвлаче се попут змија одбацујући покожицу у једном комаду.

## Класификација
Породица Anguidae
- Потфамилија 
  - Род 
  - Род 
  - Род
- Потфамилија 
  - Род 
  - Род 
  - Род
- Потфамилија 
  - Род 
  - Род 
  - Род 
  - Род 
  - Род 
  - Род